# Alien Nation (canción de Scorpions)
«Alien Nation» es una canción de la banda alemana de hard rock y heavy metal Scorpions, publicada como sencillo en 1993 a través de Mercury Records. Incluida como la pista inicial del duodécimo álbum de estudio Face the Heat (1993), la letra la escribió Klaus Meine y la música la compuso Rudolf Schenker. Inspirada en los disturbios de Los Ángeles de 1992, su letra podría tratar sobre una invasión extraterrestre, sin embargo, el autor Guillaume Gaguet sostiene que hay un juego de palabras detrás, pues podría aludir a un elemento extraño y desconocido, ya que en la letra no especifica nombre ni rostro de los invasores. De hecho, en Alemania se comentó que podría ser una crítica sobre el alzamiento de grupos neonazis que estaba ocurriendo en ese momento en el país. 
Una vez en el mercado, logró buenas posiciones en determinados países, aunque, en términos generales, recibió una escasa atención a nivel mundial. El baterista Herman Rarebell comentó que fue rechazada por las radios, pues estas esperaban otra balada esperanzadora, en alusión a «Wind of Change» de 1991. A pesar de aquello, logró ingresar entre los diez más vendidos en Francia, Portugal y en el Mainstream Rock Tracks de los Estados Unidos. Por otro lado, ha sido tocada en vivo solo en las giras Face the Heat Tour (1993-1994), Pure Instinct Tour (1996-1997) y Humanity World Tour (2007-2009). Dentro del marco de la primera nombrada fue grabada en vivo en la ciudad de San Francisco para el disco en directo Live Bites de 1995.

## Composición y grabación
La letra la escribió el vocalista Klaus Meine y la música la compuso el guitarrista Rudolf Schenker. «Alien Nation» es una canción de heavy metal «doomy, malévola y lenta», cuya introducción de más de un minuto de duración, cuenta con un riff principal interpretado por Schenker. Aunque podría tratar sobre una invasión extraterrestre, su letra está inspirada en los disturbios de Los Ángeles de 1992. El autor francés Guillaume Gaguet sugiere que hay un juego de palabras detrás, porque, bien la palabra alien se traduce como alienígena, ese término también alude a algo extraño y desconocido. A pesar de que la letra trataría sobre una invasión, Gaguet afirma que esta no especifica nombre ni rostro. De hecho, en su análisis, Gaguet comentó que en Alemania pensaron que relataba el alzamiento de grupos neonazis que estaba ocurriendo en el país por aquel entonces.
Al igual que las demás canciones que integran el disco Face the Heat, la grabación se llevó a cabo en una semana en los estudios Little Mountain Sound en Vancouver (Canadá), propiedad del productor Bruce Fairbairn. «Alien Nation» fue la primera canción del álbum que registraron y se convirtió en la primera grabada con el nuevo bajista Ralph Rieckermann. Como la banda quedó conforme con el primer intento, esa fue la toma que seleccionaron para el producto final, pero antes le dieron algunos pequeños retoques. Mientras realizaban la grabación, Rieckermann les comentó a los músicos que la batería de Herman Rarebell no tenía el groove correcto, en especial en la parte en que la caja debía hacer un ritmo militar. Después de que Fairbairn repasó la pista, les propuso volver a grabar la batería con un programa de computadora. Por esa razón, Rieckermann señaló que «Alien Nation» es la única canción del álbum en que Rarebell no tocó la batería acústica.

## Lanzamiento y recepción comercial
«Alien Nation» salió a la venta el 13 de agosto de 1993 como el primer sencillo de Face the Heat, a través de Mercury Records. Editado en el formato disco compacto, la versión europea contó con una versión recortada de 5:01 minutos y en el lado B lo ocupó la canción «Unholy Alliance». En cambio, en Alemania salió en maxisencillo e incluye la versión original y la recortada de «Alien Nation», «Unholy Alliance» y «Rubber Fucker», esta última escrita por Rarebell. Por su parte, en los Estados Unidos también lo editaron en disco compacto, pero cuenta con una tercera canción, «Nightmare Avenue».
En términos generales, «Alien Nation» logró una escasa atención en las listas musicales mundiales, salvo en determinados mercados. En Alemania alcanzó el puesto 27 en el Media Control Charts. mientras que en Finlandia obtuvo el 21 en el Suomen virallinen lista. Mejor resultado consiguió en Francia y Portugal, pues llegó hasta el séptimo lugar en el French Singles Chart y al octavo en el AFP Charts, respectivamente. En los Estados Unidos llegó hasta el puesto 10 en el Mainstream Rock Tracks de la revista Billboard para la semana del 25 de septiembre de 1993 y estuvo un total de diez semanas en ese recuento.

## Lista de canciones
| Edición maxisencillo |                                  |                 |          |  |
| N.º                  | Título                           | Escritor(es)    | Duración |  |
| 1.                   | «Alien Nation» (versión editada) | Schenker, Meine | 5:02     |  |
| 2.                   | «Unholy Alliance»                | Schenker, Meine | 5:17     |  |
| 3.                   | «Rubber Fucker»                  | Rarebell        | 3:39     |  |
| 4.                   | «Alien Nation» (versión álbum)   | Schenker, Meine | 5:44     |  |

| Edición CD europea |                                  |                 |          |  |
| N.º                | Título                           | Escritor(es)    | Duración |  |
| 1.                 | «Alien Nation» (versión editada) | Schenker, Meine | 5:02     |  |
| 2.                 | «Unholy Alliance»                | Schenker, Meine | 5:17     |  |

| Edición CD estadounidense |                    |                                   |          |  |
| N.º                       | Título             | Escritor(es)                      | Duración |  |
| 1.                        | «Alien Nation»     | Schenker, Meine                   | 5:44     |  |
| 2.                        | «Unholy Alliance»  | Schenker, Meine                   | 5:17     |  |
| 3.                        | «Nightmare Avenue» | Meine, Matthias Jabs, Mark Hudson | 3:54     |  |

## Posicionamiento en listas
| País           | Lista (1993)            | Máxima posición |
| -------------- | ----------------------- | --------------- |
| Alemania       | Media Control Charts    | 27              |
| Estados Unidos | Mainstream Rock Tracks  | 10              |
| Finlandia      | Suomen virallinen lista | 21              |
| Francia        | French Singles Chart    | 7               |
| Portugal       | AFP Charts              | 8               |

## Músicos
- Klaus Meine: voz
- Rudolf Schenker: guitarra rítmica
- Matthias Jabs: guitarra líder
- Ralph Rieckermann: bajo
- Herman Rarebell: batería